# Papiro 98
O Papiro 98 ({\displaystyle {\mathfrak {P}}}98) é um antigo papiro do Novo Testamento que contém fragmentos dos capítulos um e dois do Apocalipse de João (1:13-2:1).